# Computació concurrent
La computació concurrent permet executar diferents tasques simultàniament, les quals poden ser un conjunt de processos d'un mateix programa. A l'hora de la veritat, però, la computació concurrent només pot tenir lloc en una màquina amb més d'un processador. En les màquines d'un sol processador els diferents processos s'executen compartint el temps de processador, però no simultàniament. La programació concurrent posa especial èmfasi en la sincronització de processos i el seu ús compartit de la memòria.
La introducció dels processadors multinucli per a ús domèstic ha suposat un problema, ja que la millor manera de programar aquests ordinadors és mitjançant llenguatges de programació que siguin senzills de programar concurrentment. Per desgràcia, la immensa majoria dels llenguatges actuals estan optimitzats per a la programació seqüencial, i la majoria dels llenguatges per a treure el màxim profit d'aquests nous processadors encara es troben en desenvolupament. Tenim, però, alguns llenguatges de programació orientats a l'ús industrial que suporten aquest tipus de programació des de fa temps, com és el cas del llenguatge gràfic LabVIEW.